# Vinići
Vinići (cyr. Винићи) – wieś w Czarnogórze, w gminie Danilovgrad. W 2011 roku liczyła 21 mieszkańców.